# Дриаевы
Дриаевы или Дряевы (осет. Дриатæ, груз. მელაძე) — осетинская фамилия.

## История
По одной из версий предок фамилии Дриа переселился из Гудисского ущелья в с. Дзорти. У него было три сына и пять дочерей. Сыновей звали Ело, Зозыр и Гига. Дриа со своим младшим сыном Гига освоил местности Дзорти в Чсанском ущелье.
Кроме этой есть версия, что в ранее представители фамилии компактно проживали на территории Даргавского ущелья и впоследствии переселились в Ксанское ущелье. 
В поисках лучшей жизни Дриаевы обосновались в низменной части Южной Осетии и внутренних районов Грузии, в том числе в городе Тбилиси. Ассимилировавшаяся часть Дриаевых себя записали Меладзе, что не отрицают грузины Меладзе.
Фамилия Дриаевых в основном распространена в Ленингорском районе Южной Осетии.

## Генеалогия
Родственными фамилиями (осет. æрвадæлтæ) Дриаевых являются Елоевы, Зозровы (Зозировы) и Кибиловы (Чибиловы).
| Компания   | Образец | Антропоним           | Гаплогруппы            |
| ---------- | ------- | -------------------- | ---------------------- |
| Scientific | OSE-469 | Дряев                | Q1b2b1b1~ (Q-SK1995)   |
| 23andMe    |         | Dryaev Sergey (1989) | G-FGC705 # H4a         |
| FTDNA      | SI12721 | Alexander Driati     | G-Y128430 # V1a1       |
| FTDNA      | MI73880 | Ismail Driati        | G-FGC719 # R1a1        |
| FTDNA      | 276920  | Yuri Driaev          | G2a1a1a1b1 (DYS455=11) |

## Известные носители
- Андрей Гаврилович Дряев (1977) — мастер спорта по тяжёлой атлетике, чемпион РФ среди юношей (1996), серебряный призёр чемпионата России (2002).
- Антон Бадилаевич Дриаев (1869–1905) — активный участник первой русской революции, командир «красной сотни» Лехурского ущелья.